# Wenckheimové
Wenckheimové (také Wenkheimové) jsou šlechtický rod původem z Německa, od 18. století usazený v Uhrách. Získali titul barona (1776) a hraběte (1802). Před rozpadem Rakouska-Uherska vlastnili rozsáhlý majetek v různých částech Uherského království (dnes v Maďarsku, Rumunsku, na Ukrajině a Slovensku). Nejvýznamnějším členem rodu byl baron Béla Wenckheim (1811–1879), uherský ministr vnitra (1867–1869) a krátce uherský ministerský předseda (1875). Na svých panstvích nechali postavit několik honosných sídel (Szabadkígyós), budapešťský palác Wenckheimů je dnes sídlem Městské knihovny.

## Dějiny rodu

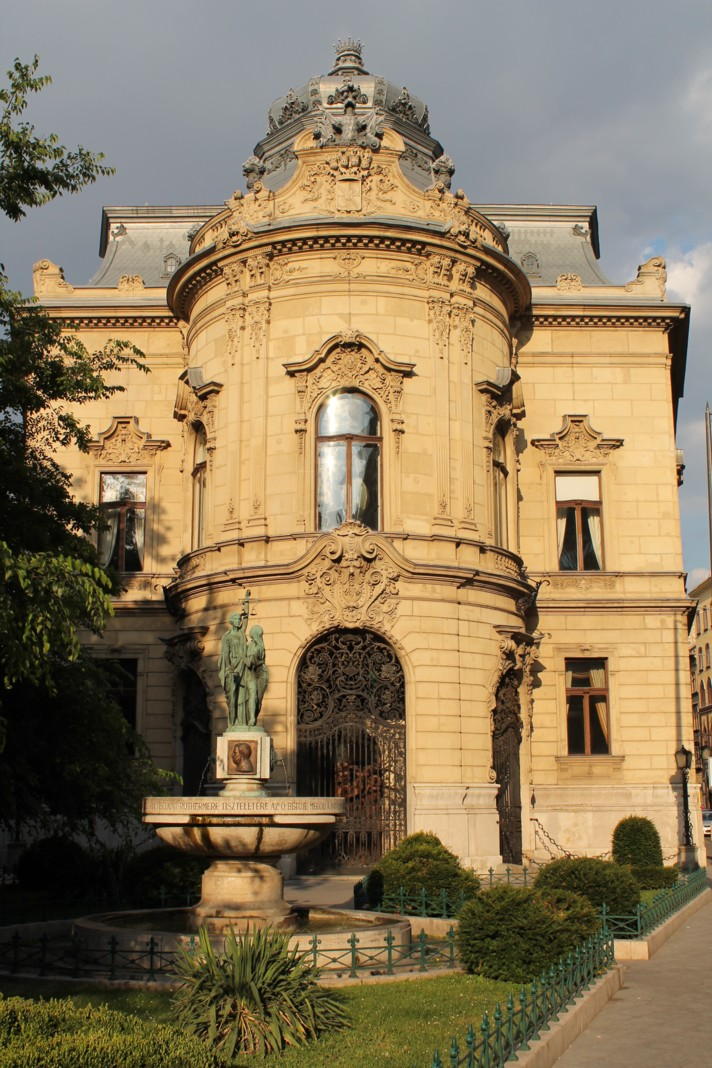
Palác Wenckheimů v Budapešti (dnes sídlo Městské knihovny)

Rodina má původ v Německu a již v 16. století zastávali předkové úřady v církevní správě. Původně užívali jméno Wenck, v roce 1559 obdrželi erbovní listinu a v roce 1603 získal Albrecht Wenck šlechtický titul s predikátem von Wenckheim. Potomci později přešli do služeb Habsburků a Josef August, dolnorakouský kancléř, začal v roce 1717 užívat příjmení Wenckheim. V roce 1730 se oženil s baronkou Marií Cecílií von Harruckern, dcerou rakouského šlechtice a uherského velkostatkáře Jana Jiřího Harruckerna, župana a majitele několika panství v župě Békés. Jejich synové Josef (1734–1803) a František Xaver (1736–1794) sloužili v císařské armádě, dosáhli generálských hodností a v roce 1776 obdrželi stav svobodných pánů pro rakouské země. František Xaver padl jako polní podmaršál ve francouzských revolučních válkách. Starší bratr Josef jako dědic matčiných statků v Uhrách získal v roce 1781 uherský indigenát a nakonec byl v roce 1802 povýšen na hraběte, v armádě dosáhl také hodnosti polního podmaršála.

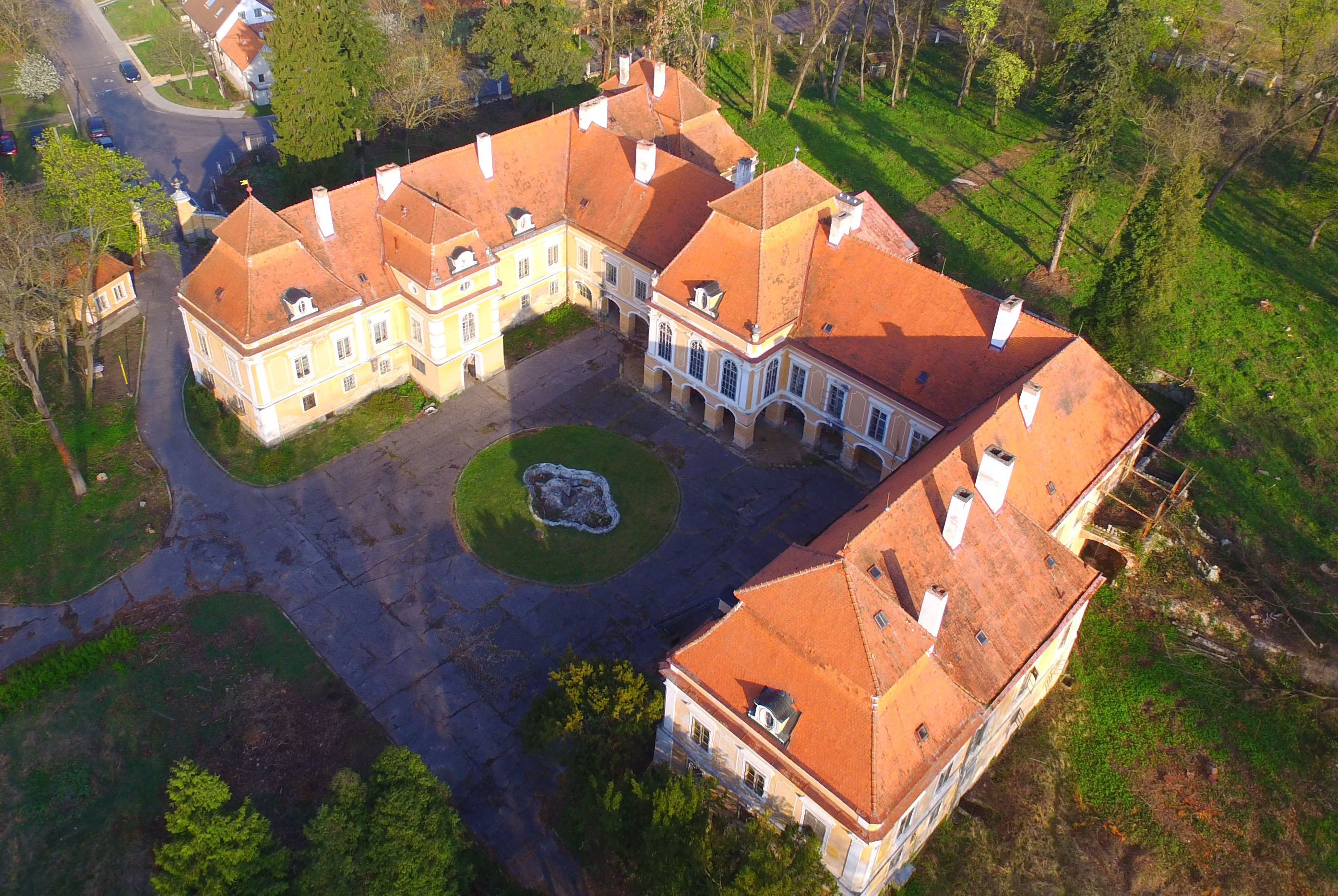
Zámek Veľké Leváre

Pokračovatelem Josefovy větve byl jeho nejstarší syn Josef Antonín (1780–1852), který proslul jako vynikajicí hospodář a mimo jiné vlastnil rozsáhlé statky v dnešní Ukrajině (Kiďoš (Kígyós). Zemřel bez potomstva a majetek přešel na dceru Kristiny (1849–1924), která se provdala za svého bratrance Bedřicha Wenckheima (1842–1912). Bedřich byl c. k. tajným radou, dědičným členem uherské Sněmovny magnátů a před zánikem monarchie zastával také čestnou hodnost nejvyššího číšníka Uherského království. Tito manželé vlastnili v různých částech Uherského království přes 50 000 hektarů půdy, pokračovateli rodu byli jejich synové Josef Karel (1877–1952), Ladislav Arnošt (1880–1956), právník, a Pavel Alexandr (1881–1945), který v mládí působil v diplomacii. Majetek rodu byl v roce 1945 zestástněn, potomci dnes žijí převážně v Rakousku.
Před rozpadem Rakousko-uherské monarchie vlastnili Wenckheimové v různých částech Uherského království přes 90 000 hektarů půdy, v roce 1910 pěti členům rodu patřilo dědičné místo v uherské Horní Sněmovně. Největší část majetku připadala na župu Békes, kde bylo vlastnictví rozděleno mezi několik podílníků. Hlavním sídlem zde byl zámek Szabadkígyös Současná podoba zámku je výsledkem novogotické přestavby v 19. století. Hrabě Štěpán (István) Wenckheim (1858–1923), bratranec výše zmíněného Bedřicha, získal sňatkem velkostatek Veľké Leváre na Slovensku, kde se trvale usadil.

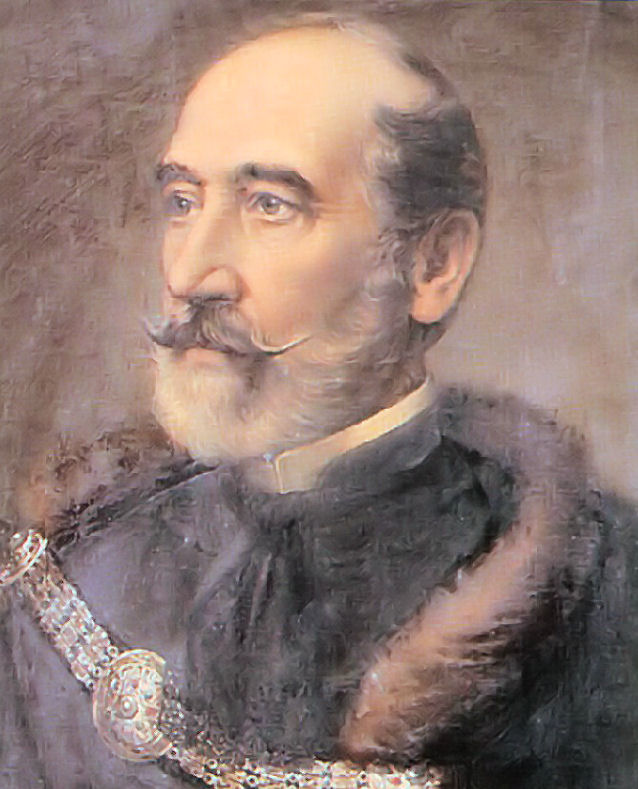
Baron Béla Wenckheim (1811–1879), uherský ministerský předseda a ministr vnitra

Větev Františka Xavera pokračovala jediným synem Josefem (1778–1838), který vlastnil statky v župě Arad v Sedmihradsku, zde také zastával funkci vrchního župana a proslul jako průkopník v chovu koní. V další generaci vynikl syn Béla (německy Adalbert, v české literatuře označovaný jako Vojtěch; 1811–1879). Od mládí se uplatňoval ve veřejném životě jako poslanec uherského zemského sněmu, poté byl nejvyšším hofmistrem palatina arcivévody Štěpána, po rakousko-uherském vyrovnání zastával funkci uherského ministra vnitra (1867–1867) a nakonec byl krátce uherským ministerským předsedou (1875). Jeho mladší bratr Ladislav (László, 1814–1879) byl také aktivní v politice, věnoval se ale především chovu koní.